# غرون (حزب سياسي)
حزب غورن (بالإنجليزية: غرين «الخضر»)، تأسس باسم أغاليف، وهو حزب سياسي أخضر في بلجيكا. وهو المعادل الناطق بالفرنسية لحزب إيكولو، ويحافظ هذان الحزبان على علاقات وثيقة ببعضهما.

## تاريخ الحزب

### قبل 1979
انتكى العديد من مؤسسي حزب أغاليف السياسي للحركة الاجتماعية أغاليف أو كانوا متأثرين بها. وأسس هذه الحركة اليسوعي لوك فيرستيلين، وهو الذي أسس الحركة البيئية أغاليف في السبعينيات. كانت القيم الأساسية لهذه الحركة الاجتماعية الصمت والتضامن الاجتماعي والاعتدال. وقد جمعت هذه الحركة بين الكاثوليكية التقدمية وحماية البيئة. في البداية سعت إلى نشر الوعي البيئي على نطاق صغير، ولكن منذ عام 1973 بدأت باتخاذ إجراءات لحماية البيئة وتعزيز الوعي البيئي. وفي انتخابات 1974 و1977 دعم أغاليف عدة مرشحين من الأحزاب التقليدية، ولكن سرعان ما نسي المرشحون الوعود التي قطعوها. في عام 1977 دخلت الحركة الانتخابات في العديد من البلديات لا لكسب مقاعد، بل للترويج لأفكارها.

### 1979-1999
في رد فعل على هذه الوعود التي لم تتحقق، بدأ جدل ضمن أغاليف حول ما إذا كان سيتم إنشاء حزب سياسي لهم أو سيبقون مستقلين سياسيًا. وفي العام نفسه، خاض الحزب عدة انتخابات بلدية دون جدوى. ثم تأسست مجموعة عمل أغاليف على المستوى الوطني للتنسيق من أجل الحزب الجديد. وأُنشئت جمعية منفصلة يمكن أن تدخل الانتخابات. وقد شاركت في الانتخابات الأوروبية عام 1979. على الرغم من فوز الحزب بـ 2.3% من الأصوات، لم تحصل على أي مقاعد.
في انتخابات 1981 حصل الحزب على 4% من الأصوات ومقعدين في مجلس النواب البلجيكي ومقعد واحد في مجلس الشيوخ. وقد فاز إيكولو، حزب الخضر في والون بمقعدين في المجلس وثلاثة مقاعد في مجلس الشيوخ. تأسس حزب أغاليف السياسي رسميًا في عام 1982. وظل منفصلاً عن الحركة الاجتماعية. اختار أعضاء بارزون في حركة أغاليف، مثل مؤسس فيرستيلين عدم الانضمام إلى حزب أغاليف السياسي. وفي الانتخابات البلدية لعام 1982، حقق الحزب أداءً جيدًا إذ فاز بأكثر من 10% في العديد من البلديات. في فتراته الأولى في البرلمان، أخذ الحزب دورًا احتجاجيًا لإجبار الأحزاب الأخرى على اتخاذ المزيد من الإجراءات ضد التلوث البيئي والفقر في العالم الثالث. قام الحزب بحملات حول قضايا بيئية محددة، مثل الاحتجاجات المحلية المناهضة للأسلحة النووية.
فاز الحزب بمقعدين إضافيين في انتخابات عام 1985، ومقعدين آخرين في عام 1987 ومقعد في عام 1991: في ذلك العام فاز بسبعة مقاعد في البرلمان. لذا أصبح حزب أغاليف شريكًا سياسيًا جديًا لأحزاب أخرى. وفي عام 1992 طُلب إلى أغاليف دعم التغيير الدستوري المسمى اتفاقيات سانت ميشيل، التي تجعل بلجيكا اتحادًا. قدم أغاليف دعمه مقابل ضريبة على العبوات، وهي أول ضريبة بيئية في بلجيكا. في عام 1995، قام الحزب بحملة حول الأيدي النظيفة، بعد الكشف عن سلسلة من الفضائح السياسية. لكن الحزب خسر مقعدين إثرها.